# Josef Suk
Josef Suk (Křečovice, 4 gennaio 1874 – Benešov, 29 maggio 1935) è stato un violinista e compositore ceco.

## Vita

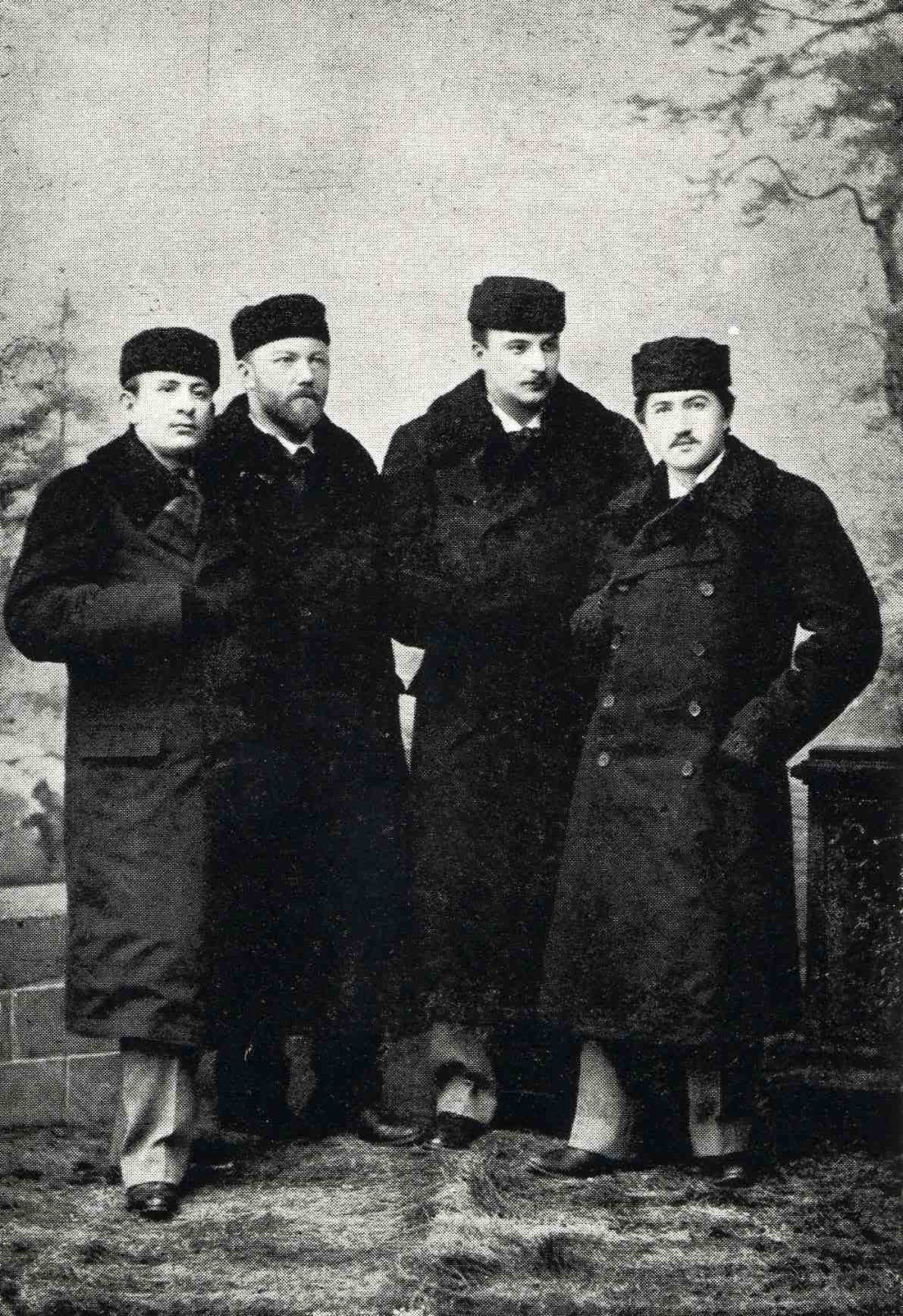
Quartetto Boemo 1895: Karel Hoffmann, Hanuš Wihan, Oskar Nedbal, Josef Suk

Suk nacque a Křečovice, in Boemia centrale, da una famiglia di musicisti. Studiò organo, violino e pianoforte con suo padre, proseguì la sua formazione al Conservatorio di Praga dal 1885 al 1892, dove fu allievo di Antonín Dvořák e Antonín Bennewitz. Nel 1898 sposò la figlia maggiore di Dvořák, Otilie Dvořáková (1878–1905), affettuosamente conosciuta col nome di Otilka. Formò con Karel Hoffmann (violino), Oskar Nedbal (viola; dal 1906 Jiří Herold) e Hanuš Wihan (violoncello, subentrato a Otto Berger dopo due anni e poi sostituito da Ladislav Zelenka nel 1914) il Quartetto Boemo, con il quale si esibì per oltre 40 anni. 
Dal 1922 insegnò composizione al conservatorio di Praga, di cui fu direttore dal 1924 al 1926,  dove ebbe tra i suoi allievi Bohuslav Martinů e Rudolf Firkušný. Nelle compositore spaziò per quasi tutti i generi musicali, estrinsecando le sue migliori capacità nella musica per orchestra. Come concertista fu acclamato in tutta Europa per le magistrali interpretazioni del repertorio classico e romantico; Max Reger gli dedicò il Quartetto in fa minore op.121. Morì a Benešov.
Suo nipote Josef Suk fu anch'egli un concertista di fama mondiale.

## Opera compositiva
I primi lavori di Suk mostrano l'influenza di Antonín Dvořák e Johannes Brahms, mentre nei brani più tardivi fa un uso più esteso dell'armonia per creare uno stile più estroso e personale. Diversamente da molti suoi compatrioti, egli fece poco uso della musica tradizionale ceca. Il suo lavoro più conosciuto è probabilmente la sua giovanile Serenata per archi (1892) e la sinfonia per grande orchestra Asrael in Do minore, (1906), un brano scritto conseguentemente alle morti di suo suocero e, successivamente, di sua moglie, a loro dedicato.
Altri brani includono la Fairy Tale Suite (1900), il ciclo di lavori per pianoforte Cose vissute e sognate (1909), e la trilogia con l'uso del poema sinfonico A Summer's Tale (1909), The Ripening (1917) e Epilogue (1929, per soprano, baritono e basso soli, coro e orchestra).
Egli vinse la medaglia d'argento alla Competizione artistica dell'Olimpiade del 1932 a Los Angeles con la composizione Into a New Life.
Suk era il nonno del violinista Josef Suk.

## Cronologia delle composizioni

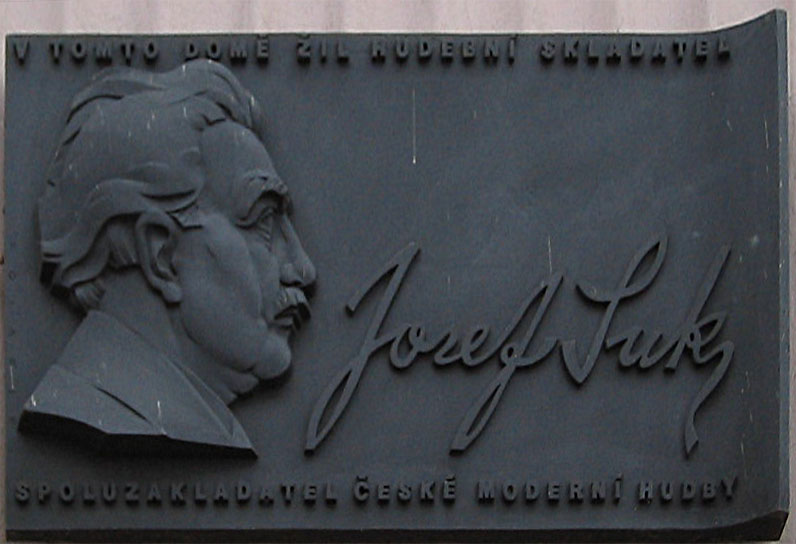
Memorial plaque

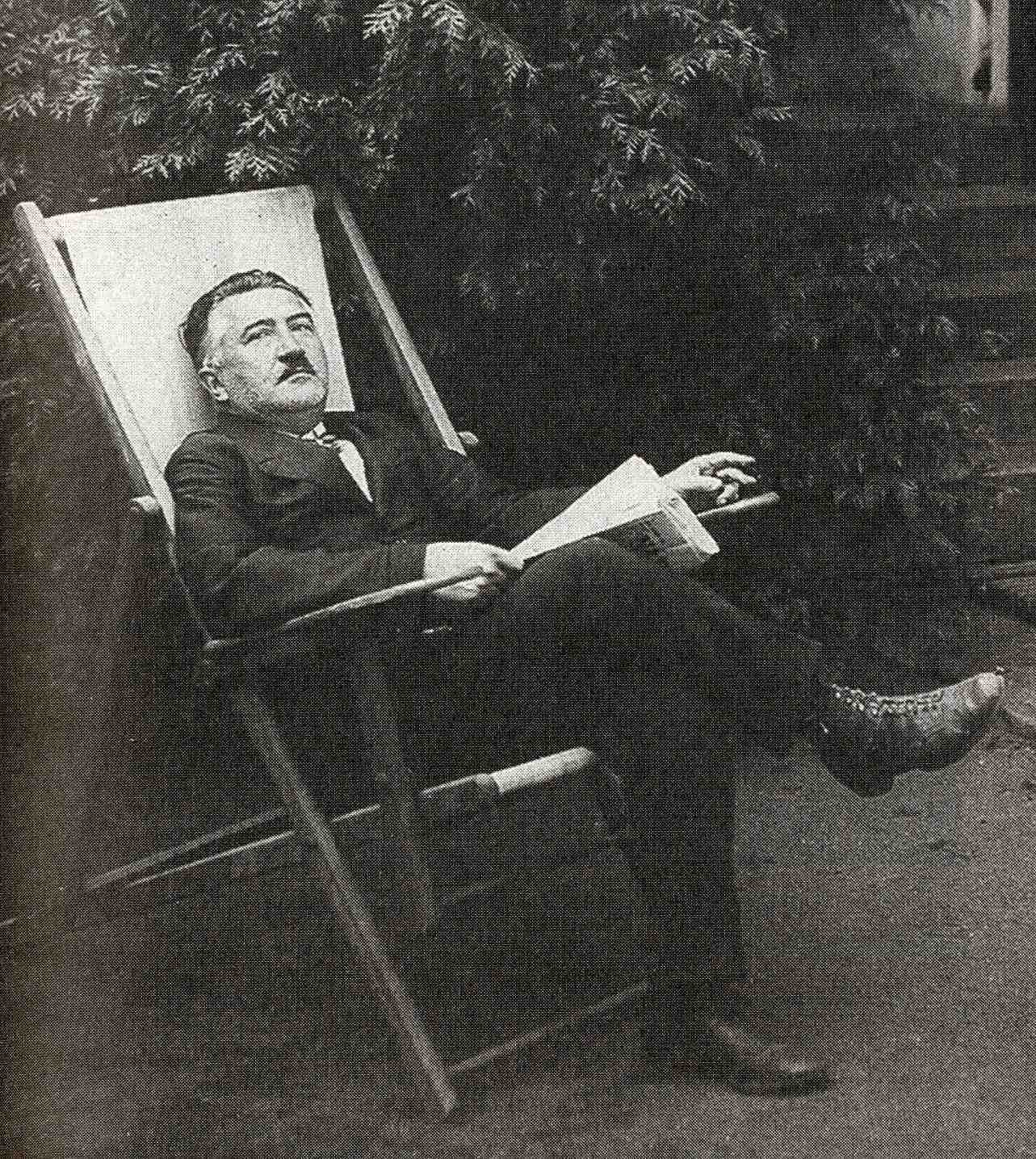

- 1888 Quartetto d'archi (0) in Re minore (Barcarolle in Si bemolle & Andante con moto survive)
- 1889 Trio con pianoforte in do minore, Op. 2 (rev. 1890-91)
- 1890 Ballata in Re minore, per Quartetto d'archi o violino & pianoforte
- 1890 Ballata in Re minore, Op. 3, n. 1, violoncello & pianoforte (rev. 1898)
- 1890 Serenata in la, per violoncello e pianoforte, Op. 3, No. 2  (rev. 1898)
- 1891 Three Songs without Words, pianoforte
- 1891 Quartetto con pianoforte in La minore, Op. 1
- 1891-92 Dramatic Overture, Op. 4, orchestra
- 1891-93 Sei pezzi per pianoforte, Op. 7
- 1892 Fantasy-Polonaise, pianoforte, Op. 5
- 1892 Serenata per archi in mi bemolle, Op. 6
- 1893 Melody per young violinists, per 2 violini
- 1893 Quintetto con pianoforte in sol minore, Op. 8 (rev. 1915)
- 1894 A Winter's Tale, Shakespeare Overture per pianoforte, Op. 9 (rev. 1926)
- 1894 Humoresque in Do, pianoforte (or 1897)
- 1895 Album Leaf, pianoforte
- 1895 cinque Moods, Op. 10, pianoforte
- 1895-96 Otto pezzi, Op. 12, pianoforte
- 1896 Quartetto d'archi n. 1 in Si bemolle, Op. 11 : Finale Allegro Giocoso (second version; rev. 1915)
- 1896 Quartetto d'archi n. 1 in Si bemolle, Op. 11
- 1897 Sonatina per pianoforte in Sol minore, Op. 13: Andante, incluso in Quattro Episodes per pianoforte
- 1897 Suite per pianoforte, Op. 13 (rev. 1900 as Op. 21)
- 1897 Sonatina per pianoforte in Sol minore, Op. 13 (rev 1900; Minuet arr Quartetto d'archi, Op. 21a)
- 1897 Village Serenade per pianoforte
- 1897-98 "Raduz & Mahulena: A Fairy Tale Suite per pianoforte", Op. 16 (rev. 1912)
- 1897-99 sinfonia No. 1 in E, Op. 14
- 1898 Bagatelle, Op. 14, pianoforte (originally the third movement of sinfonia No. 1 in E)
- 1900 Quattro pezzi per violino & pianoforte, Op. 17
- 1901 "Under the Apple Tree", Op. 20, cantata da Zeyer per mezzo-soprano & orchestra, arr. 1911-12
- 1902 Spring, Op. 22a, cinque pezzi per pianoforte
- 1902 Summer Impressions, Op. 22b, three pezzi per pianoforte
- 1902 Elegy per violino, violoncello, Quartetto d'archi, harmonium & arpa, Op. 23; also arranged per pianoforte Trio
- 1903 Fantasia in Sol minore, violino & orchestra, Op. 24
- 1903 Fantastic Scherzo, Op. 25, orchestra
- 1904 Prague, Op. 26, poema sinfonico per pianoforte
- 1905-6 sinfonia 2 in Do minore, "Asrael", Op. 27
- 1907 About Mother, cinque pezzi per pianoforte, Op. 28
- 1907-8 A Summer's Tale, Op. 29, orchestra
- 1909 Ella-Polka, incluso in Quattro Episodes per pianoforte
- 1909 Things Lived & Dreamed, Op. 30, dieci pezzi per pianoforte
- 1909 Spanish Joke, pianoforte
- 1910-12 Six Lullabies, Op. 33, pianoforte
- 1911 Quartetto d'archi 2, Op. 31
- 1912-17 Ripening, Op. 34, poema sinfonico per pianoforte
- 1914 Meditation on the Saint Wenceslas Chorale, Op. 35a, strings or string-quartet
- 1917 Bagatelle with Nosegay in Hand, flauto violino & pianoforte
- 1919 Album Leaf, incluso in Quattro Episodes per pianoforte
- 1919 Minuet, violino & pianoforte
- 1919-20 Legend of Dead Victors, Commemoration per pianoforte, Op. 35b
- 1919-20 Toward a New Life, Sokol March, Op. 35c, orchestra
- 1920 About Friendship, Op. 36, pianoforte
- 1920-29 Epilogue, Op. 37, testo da Zeyer & Psalms, per soprano, baritono, bass, coro misto & orchestra, rev 1930-33
- 1924 About Christmas Day, incluso in Quattro Episodes per pianoforte
- 1932 Beneath Blanik, march arr Kalas per pianoforte
- 1935 Sousedska per cinque violini, contrabbasso, cymbals, triangle, side-drum e bass-drum